# Warton Airport
Warton Airport är en flygplats i Storbritannien. Den ligger i grevskapet Lancashire och riksdelen England, i den centrala delen av landet, söder om Warton. Warton Airport ligger 8 meter över havet. På södra sidan finns en flodmynning.
Terrängen runt Warton Airport är mycket platt. Trakten runt Warton Airport består till största delen av jordbruksmark.